# Charles Denny
Charles A. Denny (17 de março de 1886, Battersea - 8 de janeiro de 1971, Londres), foi um ciclista britânico. Ganhou uma medalha de prata na prova dos 100 km nos Jogos Olímpicos de 1908, em Londres, representando o Reino Unido.
Antes de ingressar no craque Polytechnic CC em 1908, Denny competiu pelo Wimbledon CC, onde conquistou diversos títulos do clube. Ele terminou em segundo, atrás de Charles Bartlett, na corrida de 100 km nas Olimpíadas de Londres, e após terminar em terceiro, atrás de Bartlett e Billy Pett, no Campeonato de 50 milhas da NCU em 1909, Denny foi coroado campeão em Coventry no ano seguinte. No entanto, ele teve que se esforçar muito para conquistar o título após furar o pneu três vezes e sofrer uma queda feia após 23 milhas. Ele voltou a montar e venceu Arthur Denny em uma chegada rápida por meia roda. Após estabelecer muitos recordes locais na grama, Charles Denny estabeleceu um novo recorde mundial de 20 milhas em 1911 e terminou em segundo na Muratti Cup de 10 milhas daquele ano em Manchester, perdendo por uma jarda para Reg Player, de Cambridge. Ainda pedalando além dos 50 anos, Denny ganhou o Troféu de Veteranos para maiores de 50 anos no Encontro Anual de Campeões em Herne Hill, em 1936.